# Premier combat de Grimari
Troisième guerre civile centrafricaine
Batailles
- Bouca
- Gaga
- Bouar
- Massacre de Bouar
- Incendie de Camp Bangui
- 1er Massacre de Boali
- 2e Bangui
- Bossangoa
- Opération Sangaris
- Bozoum
- Massacre de Bohong
- Massacre de Bossembélé‎
- Massacre de Bossemptélé
- Massacre de Baoro
- 2e Massacre de Boali
- 1er Grimari
- 2e Grimari
- Boguila
- Batangafo

Le combat de Grimari se déroule pendant la guerre civile de Centrafrique.

## Déroulement
Le 13 avril 2014, à Grimari, en République centrafricaine, un combat éclate opposant Seleka et Anti-Balaka,. Au petit matin, des incendies se déclarent dans la zone dite du « quartier musulman » à l'ouest de la ville. Une patrouille de la force Sangaris, alors à proximité, intervient et tente de s'interposer. Des échanges de tir à l'arme légère éclatent, menaçant les populations civiles encore présente sur la zone, bien que le quartier ait été déserté dans sa majorité les jours précédents. Des hommes appartenant à la milice des Anti-Balaka sont clairement identifiés par la force Sangaris. Ces évènements marquent le début du premier combat de Grimari.
La plupart des habitants de la petite ville s'enfuient dans la brousse ou trouvent refuge dans la mission catholique. 4 600 habitants chrétiens se rassemblent à la paroisse de Notre-Dame de la Liesse.
Lors des affrontements, un contingent français de l'Opération Sangaris est présent à Grimari, le ministère de la Défense déclare : « Nous nous efforçons de contenir la violence ».
Selon Wendy Rappeport, porte-parole du bureau africain du Haut Commissariat des Nations unies pour les réfugiés (HCR), les Anti-balaka prennent l'avantage et s'emparent de la ville. Cette version est contestée par l'armée française, qui laisse sur place des effectifs importants ainsi que l'envoi de renforts terriens et aériens venus du Tchad voisin.
Les combats cessent le 15 avril. Ce jour-là les Anti-Balaka font mouvement sur la ville, cependant le lendemain des combattants Seleka effectuent une nouvelle incursion sur la ville.

## Les pertes
Selon les déclarations à Reuters de Michel Sefionam, du centre médical de Grimari et membre de la Croix-Rouge, les affrontements ont fait cinq tués chez les Seleka et deux du côté des Anti-Balaka le 14 avril, la plupart des victimes sont cependant de civils, il y aurait au total 22 morts.
De son côté, le capitaine Ahmat Nidjab Ibrahim, un officier Séléka dans la région, affirme que ses forces ont tué 95 combattants ennemis et perdu un homme lors des combats livrés depuis le 11 avril.
Selon l'AFP, des habitants de la ville ont également accusé les Seleka d'avoir abattu une trentaine de civils.